# Sabine Desvaux de Marigny
Sabine Desvaux de Marigny (* 1. August 2001) ist eine mauritische Multisportlerin.

## Leichtathletik und Surfen
Sabine Desvaux de Marigny, die für die Moka Rangers in Moka aktiv ist, besuchte das Lycée des Mascareignes in Saint-Pierre. Schon seit ihrer Jugend versucht sie sich in verschiedenen Sportarten. So nahm sie an verschiedenen Langstreckenlauf-Veranstaltungen auf Mauritius teil, wie 2019 dem Mauritius Marathon oder dem Crosslauf-Langstreckenrennen DODO Trail, bei denen sie zumeist vordere Platzierungen in ihrer Altersklasse erreichte. Daneben ist sie passionierte Kite-Surferin und stand hier für den Dokumentarfilm Living the Dream vor der Kamera.

## Beachhandball und Fußball
Neben Individualsportarten betreibt Sabine Desvaux auch Mannschaftssportarten, insbesondere Beachhandball und Fußball. Nachdem bei den Beachhandball-Juniorenweltmeisterschaften 2017 auf Mauritius die Gastgeber trotz Qualifikation für die Olympischen Jugend-Sommerspiele 2018 in Buenos Aires mit der Leistung der Mädchenmannschaft nicht zufrieden waren – alle Spiele wurden verloren, die Qualifikation als bestes afrikanisches Team gelang nur, weil Mauritius als Heimmannschaft das einzige Team Afrikas war –, wurde diese Mannschaft komplett neu aufgebaut. Desvaux de Marigny entwickelte sich schnell zur Schlüsselspielerin der Mannschaft; als solche hatte sie auch die IHF im Vorfeld der Jugendspiele ausgemacht.

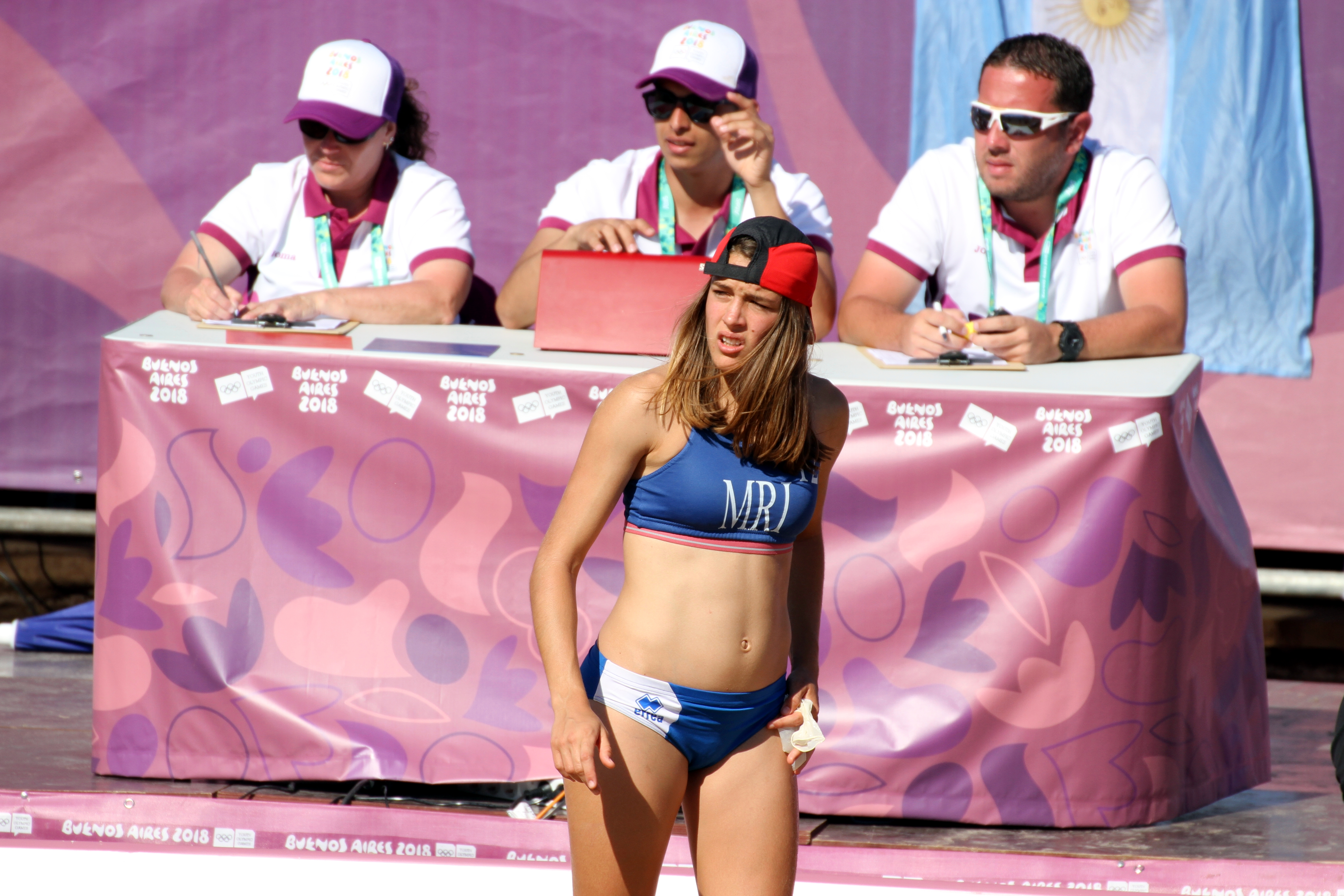
Desvaux im Vorrundenspiel der Olympische Jugendspiele 2018 gegen Taiwan

Sabine Desvaux, die mit ihren langen offenen Haaren und einem roten Baseballcap in ihrer Mannschaft auch optisch auffallend war, konnte dieser Aufgabe in einer sehr jungen und unerfahrenen Mannschaft, in der wie sie fast alle Spielerinnen erst wenige Monate vor den Spielen überhaupt das erste Mal mit der Sportdisziplin in Kontakt kamen, zumindest in Ansätzen gerecht werden. Sie wurde als zentrale oder rechte Angriffsspielerin, aufgrund ihrer Größe aber auch als Läuferin auf der rechten Abwehrseite eingesetzt, und hatte damit einen besonders hohen Spielanteil aller Spielerinnen ihrer Mannschaft. In der Abwehr bildete sie meist mit Chloé Bax und Emma de Waal das Abwehrtrio. Gegen Kroatien gelang ein denkbar schlechter Start in das Turnier, Mauritius konnte überhaupt nur sechs Punkte erzielen, je zwei davon durch Desvaux und Makeba Rose Alcida Permal. Mit sechs Ballverlusten zeigte sie sich noch nicht sehr spielsicher, zudem erhielt sie schon früh nach 2:23 min eine Zeitstrafe. Auch im zweiten Spiel gegen Ungarn wurden nur sechs Punkte erzielt, einer davon durch Desvaux. Mit vier Ballverlusten war sie erneut in diesem Bereich die unsicherste Spielerin ihrer Mannschaft. Auch gegen die andere Außenseitermannschaft aus Amerikanisch-Samoa gab es eine herbe Niederlage in zwei Sätzen, doch konnte Mauritius in diesem Spiel seine Torausbeute fast verdreifachen. Desvaux erzielte wie auch Jasmeeta Kistoo mit sechs Punkten die meisten ihrer Mannschaft und zeigte sich weitaus ballsicherer als in den vorherigen Spielen. Auch gegen Taiwan (Chinese Taipeh) verlor Mauritius deutlich, mit drei erzielten Punkten war Desvaux erfolgreichste Torschützin ihrer Mannschaft. Es war das einzige Spiel der Mannschaft auf dem Center Court, bei dem sich Desvaux schon früh im Spiel verletzte und das Spiel weitestgehend als Zuschauerin begleiten musste. Bei der Niederlage gegen Russland blieb Desvaux das einzige Mal im Turnierverlauf gänzlich ohne Torerfolg, da sie noch von der Verletzung gehandicapt nahezu ohne Einsatzzeit blieb. Ohne einen Punktgewinn und mit einem Torverhältnis von 42:236 war Mauritius Letzte der Vorrundengruppe und konnte somit nur in die Trostrunde einziehen.

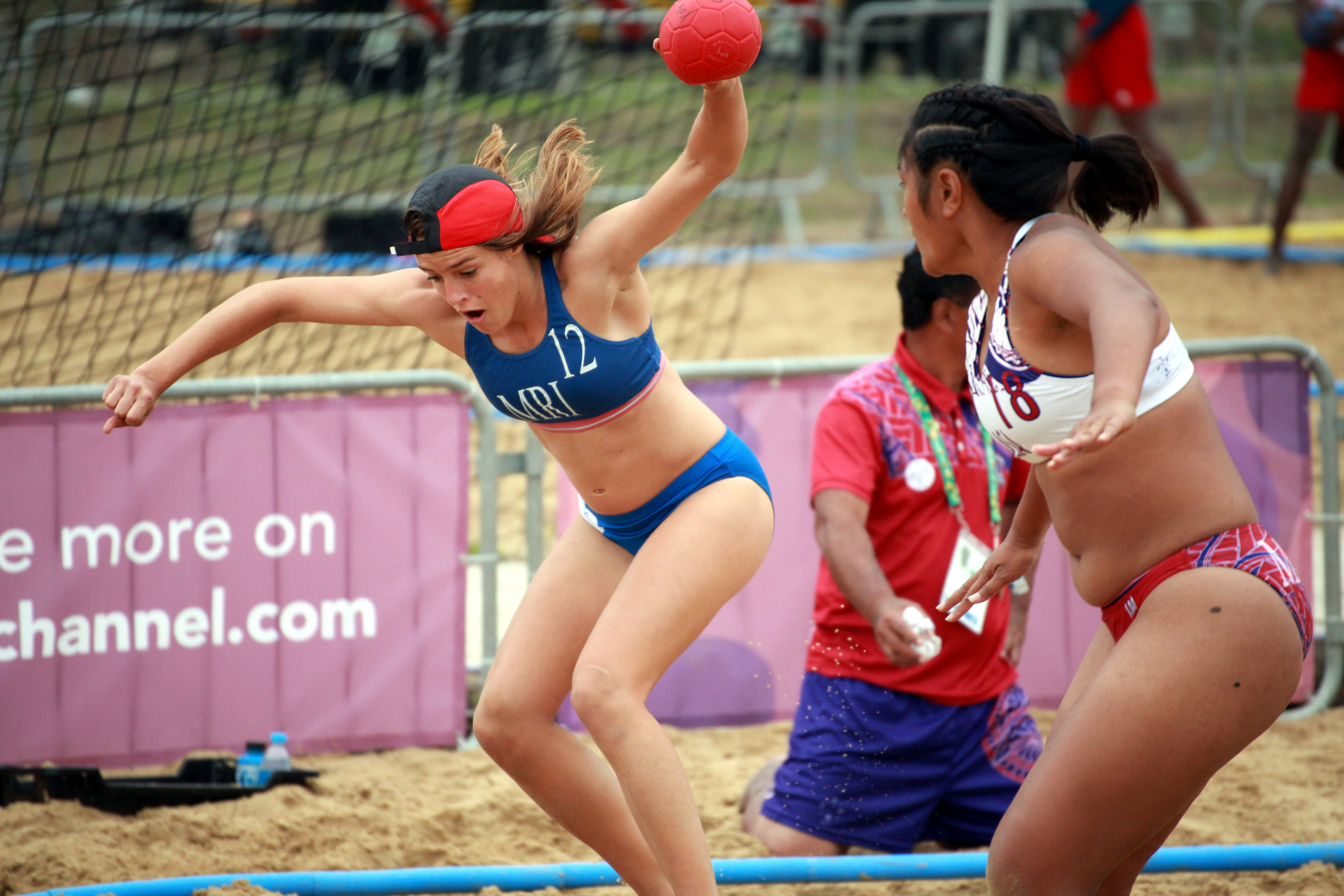
Desvaux im Ansatz zum Drehwurf gegen Imeleta Mata'utia im Platzierungsspiel gegen Amerikanisch-Samoa bei den Olympischen Jugendspielen 2018

Im ersten Spiel der Trostrunde gegen Venezuela trafen die Spielerinnen von Mauritius nur zu vier Punkten, zwei davon erzielte Desvaux, die beiden anderen Zoé Guyollot. In diesem Spiel erhielt sie ihre zweite Zeitstrafe im Turnier. Gegen Hongkong fiel die Niederlage wie gewöhnlich deutlich, aber nicht so hoch wie in den meisten Fällen aus. Desvaux konnte vier der zehn Punkte ihrer Mannschaft erzielen. Auch im Spiel gegen die Türkei traf sie zu vier der sechs Punkte ihrer Mannschaft. Auch die Trostrunde schloss Mauritius auf dem letzten Platz und mit 41:206 Punkten ab. Damit spielte die Mannschaft im Platzierungsspiel noch einmal gegen Amerikanisch-Samoa um den vorletzten Platz elf. Den ersten Satz konnte Mauritius mit 19:7 für sich entscheiden und damit den einzigen Satzgewinn des Turniers erreichen. Der zweite Satz ging mit 6:22 wie auch das Shootout mit 4:0 an Amerikanisch-Samoa. Desvaux erzielte in diesem Spiel mit 14 Punkten mit Abstand den Höchstwert ihrer Mannschaft im Turnier. Zudem gelangen ihr drei Ballgewinne. Desvaux war die mit deutlichem Abstand beste Angriffsspielerin ihrer Mannschaft. Mit 36 erzielten Punkten im Turnier war sie fast dreimal so erfolgreich wie die zweitbeste Werferin, Urvi Hemraz. Auch ihre drei Vorlagen zu Toren waren der Höchstwert ihrer Mannschaft. Hinzu kam, dass sie als einzige Spielerin ihrer Mannschaft regelmäßig versuchte, über Drehwürfe auch zwei Punkte pro Tor zu erzielen.
Im Fußball nahm Desvaux mit der Mauritischen A-Nationalmannschaft am COSAFA Women’s Championship 2019 in Port Elizabeth, Südafrika teil. Mit ihrer Mannschaft unterlag sie in allen drei Spielen der Vorrundengruppe B, darunter gegen Sambia mit 0:15 und Namibia mit 0:8, und schied nach der Vorrunde aus.

## Einzelbelege
1. ↑  Activités sportives – Lycée des Mascareignes. Abgerufen am 3. August 2021 (französisch).
2. ↑  KFC Mauritius Marathon. Abgerufen am 3. August 2021.
3. ↑  DODO Trail run. Abgerufen am 3. August 2021.
4. ↑  LIVING THE DREAM. Abgerufen am 3. August 2021 (englisch).
5. ↑  IHF | New squad, higher horizons? Abgerufen am 3. August 2021.
6. ↑  2018 Summer Youth Olympics Official Result Book Beach handball
7. ↑  COSAFA WOMEN'S CUP / 2019. Abgerufen am 3. August 2021 (französisch).

| Personendaten    | Personendaten                              |
| ---------------- | ------------------------------------------ |
| NAME             | Desvaux de Marigny, Sabine                 |
| ALTERNATIVNAMEN  | Desvaux, Sabine                            |
| KURZBESCHREIBUNG | mauritische Handball- und Fußballspielerin |
| GEBURTSDATUM     | 1. August 2001                             |